# RTC Holding
RTC Holding este o companie fondată în anul 1990 de omul de afaceri Octavian-Claudiu Radu, care are în componență 13 divizii și 50 de companii.
RTC Holding este unul dintre cele mai mari grupuri de retail, distribuție și servicii din România și are în prezent (mai 2009) nouă divizii:
- Diverta (retail de carte, jocuri video, muzică, film, IT și papetărie)
- Rafar (retail haine, încălțăminte și cosmetice în franciză)
- Proffice (distribuție de produse office)
- Ramiro (distribuție de carte, media și jucării)
- Sistec (dezvoltare și integrare soluții software)
- TCE-Curiero (cargo, curierat)
- Flaro (producție subansamble de plastic, mobilier și produse de birou)
- Rimobi (dezvoltări și proprietăți imobiliare) și respectiv Sebra (francize din industria ospitalității)
- Mobishop - telecom
- Q-Power, divizia de energie a grupului RTC[3]
- Aqua Regis, divizia de distribuție de apă plată la dozator a grupului RTC[4]

Grupul RTC cuprinde circa 65 de companii, grupate după specific în 13 divizii, printre care se numără retail, telecom, IT și aparatură de birou, alimente și băuturi, publicitate, transport și logistică sau construcții.
Până în 1998, RTC a fost deținut, de omul de afaceri Octavian Radu, fondatorul grupului.
Ulterior, 60% din acțiuni au fost achiziționate de compania franceză AWA.
Cifra de afaceri:
- 2008: 200 milioane euro[6]
- 2006: 261 milioane euro[7]
- 2005: 220 milioane euro[5]
- 2004: 105 milioane euro[8]

Număr de angajați în 2008: 3.500

## Istoric
În luna decembrie 2005, RTC a cumpărat pachetul majoritar de acțiuni al societății ProCA, important distribuitor autohton de produse IT.
În mai 2007, RTC a vândut divizia Pay Store, compania de plăți electronice din cadrul holdingului, grupului britanic PayPoint, pentru suma de 15,5 milioane de euro.
În toamna anului 2008, a vândut divizia de distribuție IT - ProCA, companiei RHS Company.
RTC a vândut în trecut alte două firme unor companii multinaționale - Elicos, care în prezent (martie 2007) se află în proprietatea unei companii grecești și firma Antalis, aflată în proprietatea unei companii multinaționale din Franța.

## Divizii componente
Diverta cuprinde lanțul de 70 de magazine Diverta, Librăria Noi din București, Depozitul de Carte (DDC), cel mai mare distribuitor de carte din România, Ara Toys (import și distribuție de jucării) și Noi Distributie Carte (NDC) – cel mai mare importator și distribuitor de carte străină.
Rafar: Divizia de fashion a grupului RTC numără în prezent 25  de magazine, cu o suprafață totală de peste 13.500 mp. Rafar deține francizele pentru mărcile Debenhams, Olsen, Mandarina Duck, Sacoor Brothers, Kanz , Pablosky, Toi&Moi, Forever 18, Bijoux Terner, J.Press, Bally, Bruno Magli și Fratelli Rossetti.
Proffice: Liderul național în distribuția de birotică și papetărie, compania care deține o cotă de aproape 25% dintr-o piață a produselor office de 300 milioane de euro. Proffice a investit recent peste trei milioane de euro în cel mai modern depozit non-food din România.
[TCE Logistică]: Divizia de transport și logistică a RTC Holding funcționează din 2009 pe o structură cu 7 linii de business: TCE Curier, TCE Express, TCE Cargo, TCE Post, TCE Spedition, TCE Warehousing și TCE Servcom. TCE devine, astfel, singurul integrator local de servicii logistice complete.
Flaro, intrat sub umbrela RTC în decembrie 2005, reunește două companii cu activități de producție în industria auto, electronică și electrotehnică, precum și producție articole birou și școlare (Flaro Sibiu), producție articole arhivare (Office Club Products).
După un proces de restructurare a activității parcurs în 2008, integratorul de soluții informatice Sistec are șase departamente separate – rețeaua de service, departamentul Suport IT, SAP, Cogito, Networking și departamentul abas ERP.
Rimobi. Divizia de real estate reunește companii cu activități în domeniul imobiliarelor și construcțiilor. Compania dezvoltă un complex de 100 de apartamente la Sibiu. Principalele firme ale diviziei imobiliare și construcții sunt: Euros Trading, Forum Center, Viva Center și MTT Training Services.
Sebra, înființată în 2008, Sebra operează lanțul de cafenele Cup&Cino și Vapiano, brand pentru care Sebra deține Master Francise pentru România și Moldova. Primul restaurant Vapiano a fost  deschis în februarie 2009, la parterul clădirii de birouri Anchor Plaza, în urma unei investiții de peste 1 milion de euro.